# Lincoln Heights (Fernsehserie)
Lincoln Heights ist eine US-amerikanische Fernsehserie, die zwischen dem 8. Januar 2007 und dem 9. November 2009 auf dem Kabelsender ABC Family zu sehen war. Hauptfigur der Serie ist der Afroamerikaner Eddie Sutton, ein Polizist, und seine Familie. Diese ist nicht begeistert, als Eddie einen besser bezahlten Job in einer gefährlichen Gegend annimmt.

## Handlung

### Staffel 1
Der LAPD-Polizist Eddie Sutton zieht zusammen mit seiner Frau und seinen drei Kindern zurück in seine alte Nachbarschaft. Jedoch fragt sich die Familie bald, ob dies die richtige Entscheidung war, da sie größeren Risiken als vorher ausgesetzt sind. Auch Eddie bekommt Bedenken, jedoch nicht wegen des Umzugs, sondern auf Grund des Freundes seiner ältesten Tochter. Dieser ist ein weißer Student.
Die Angst der Familie, in der Nachbarschaft zu leben, wird durch die Entführung der anderen Tochter Lizzie noch verstärkt. Auf der Arbeit von Eddie treten auch immer weitere Probleme auf, da dieser den Drogendealer Bishop festgenommen hat. Auf Grund dieser Vorkommnisse überdenken die Suttons nochmals ihre Entscheidung, jedoch stürzt ein Brief das ganze noch mehr ins Chaos.

### Staffel 2
Die zweite Staffel beginnt mit einem Rennen am ersten Schultag der Kinder. Das Wettrennen gerät jedoch außer Kontrolle, weswegen sich Taylor mit einem Freund im Computerraum der Schule einschließen. Jedoch kommen sie später nicht mehr aus diesem raus. Des Weiteren schießt ein Kind Eddie ins Bein, woraufhin Eddis Kollege Kevin Lund dem Kind in die Schulter schießt.
Im Krankenhaus versucht Jenn alle Patienten, die durch das Wettrennen verwundet worden sind, darunter auch ihren Mann, zu versorgen. Währenddessen können sich Taylor und sein Freund aus dem Computerraum befreien und Lizzy beginnt eine Beziehung mit Johnny. Außerdem besucht sie Boa, den Mann, der sie entführt hatte. Cassie fängt an, sich mit Lunds Tochter in ihrem Alter zu befreunden. Jedoch geraten die beiden in Schwierigkeiten, als in dem Auto, mit dem sie unterwegs sind, Drogen gefunden werden. Daraufhin werden die zwei von ihren Vätern verhört. Im Verhör beschuldigen die beiden sich gegenseitig.
Tay strebt eine Karriere in der Musikbranche an, dies missfällt seinen Eltern jedoch. Jenn kündigt ihren Job in der Klinik und fängt in einem lokalen Krankenhaus an zu arbeiten. Auch Cassie findet Arbeit in einem Coffee Shop. Allerdings wird Charles, ihr Freund, eifersüchtig, da er denkt, Cassie hätte Gefühle für ihren Chef Luc entwickelt. Wenig später trennen sich die beiden und Cassie beginnt eine Beziehung mit Luc und Charles mit Sage.
Eddies Vater besucht seine Familie. Dabei findet er heraus, dass der Mann, der seine Frau und Eddies Mutter erschossen hat, zusammen mit Jennifer im Krankenhaus gearbeitet hat und mit Taylor befreundet ist.

### Staffel 3
Die Beziehung zwischen Jenn und Eddie verstärkt sich, da das Leben in Lincoln Heights immer schwerer wird. Auf Grund eines Stipendiums wechselt Lizzie die Schule. Des Weiteren erzählt Dana, eine Exfreundin von Eddie, ihm, dass sie einen gemeinsamen Sohn namens Nate haben. Taylors Karriere als Sänger verläuft großartig, jedoch gerät er auch immer mehr wegen dieser in Schwierigkeiten. Sage erwacht aus ihrem Koma. Außerhalb des Schulballes versucht Mac, Charles Stiefvater, Cassie zu entführen. Allerdings wird er von Taylor daran gehindert. Lizzies Freund Johnny wird bei einem Autounfall getötet. Als Folge dessen verfällt sie in eine Depression. Cassie und Charles werden während des Geschlechtsverkehrs auf der Schulbühne gefilmt. Cassie nimmt später fälschlich an, dass sie schwanger ist.
Während eines Erdbebens, das Lincoln Heights erschüttert, wird Nate von einem Balken im Haus seines Vaters eingeklemmt. Um ihn von den Schmerzen abzulenken, stellt Eddie ihm Fragen über seinen Vater. Charles Stiefvater Mac wird während des Erdbebens von einem Kühlschrank erschlagen, überlebt dies zuerst jedoch. Allerdings weigert sich Charles, ihm zu helfen. Er verstirbt noch, bevor sich Cassie und Charles entscheiden, ihm zu helfen. Im Laufe der Zeit finden Jenn und Eddie heraus, dass Nate Eddies Sohn ist. Jenn ist von dieser Erkenntnis hart getroffen und versucht, mit der neuen Situation zurechtzukommen.
Viele der Häuser in Lincoln Heights sind durch das Erdbeben und die darauffolgenden Brände zerstört worden, unter anderem auch das Haus der Suttons. Die Sutton beschließen, ihr Haus zu verlassen. Cassie bittet Charles, ihren Zeichenblock vom Speicher zu holen. Dort entdeckt dieser ein Loch in der Wand, in dem sich mindestens 100.000 Dollar befinden. Er packt es in seine Taschen und verlässt mit dem Geld und dem Block das Haus.

### Staffel 4
Die vierte Staffel beginnt mit Ermittlungen gegen Cassie und Charles wegen des Mordes an Charles Stiefvater. Allerdings kann ihnen kein Prozess gemacht werden, da nicht genügend Beweise vorliegen. Kurz darauf jedoch sucht die Polizei in beiden Häusern nach dem gestohlenen Geld. Lizzie hat Probleme und Mühe, in einen Community Club einzutreten. Um trotzdem aufgenommen zu werden, erfindet sie ein Gerücht über einen Schulfreund. Sie entschuldigt sich später allerdings und verlässt den Club. Währenddessen entdeckt Charles Briefe seines Vaters an ihn, die seine Mutter jedoch 15 Jahre lang vor ihm versteckt hat. Nach einem Telefonat beschließen beide, sich zu treffen. Charles fragt Cassie, ob sie ihn begleiten möchte, jedoch verbieten ihre Eltern dies. Cassie jedoch ignoriert diese Ansage und verlässt nachts heimlich das Haus. In einem Erholungszentrum freundet sich Lizzie mit einem mexikanischen Jungen an. Sie geht mit zu ihm nach Hause. Auf dem Rückweg wird Lizzie von einem Mann angegriffen, welchen den Teddybären haben möchte, den sie bei sich trägt, weil in diesem Drogen sind.
Cassie findet mit der Zeit heraus, dass Charles ein weiteres Geheimnis vor ihr hat, weswegen sie ihr Vertrauen in ihn verliert. Um sich abzulenken, geht Cassie mit Sage und deren Freund Serge in einen Club. Als sie die dortige Toilette aufsucht, stellt sie fest, dass Serge auf sie wartet. Als er versucht, sie zu berühren, wehrt sie sich mit einem Tritt in seinen Schritt. Lizzie verlässt unterdessen ihren Club, da Andrew versucht hat, sie während eines Liedes zu küssen, was in ihr wieder Erinnerungen an Johnny wach werden ließ. Am nächsten Tag sucht sie Andrew auf und erklärt diesem, warum sie den Club verlassen hat. Am Ende küssen sie sich. Als der Großvater der Kinder zu Besuch kommt, ist er nicht von den Freunden seiner Enkelinnen begeistert.
In der Beziehung von Cassie und Charles kriselt es. Der Besuch von Charles Bruder Travis verschlimmert die Situation noch zusätzlich. Lizzie versucht, ihren Freund Andrew mehr in die Familie einzubinden. Ihr Großvater umwirbt währenddessen die Pastorin Jones. Während Jenn mit einer plötzlich aufgetretenen Krankheit zu tun hat, versucht Cassie über ihre Zukunft mit Charles zu urteilen.
Charles beschließt, der Armee beizutreten und Cassie erhält einen Studienplatz am Pratt, einer renommierten Kunstschule in New York City. Doch bevor beide diese Sachen antreten, entscheiden sie sich, zu heiraten. Während die Familien des Brautpaares darum streiten, wer die Hochzeit ausrichten darf, wird das Geheimnis der 100.000 Dollar gelöst: Es stellt sich heraus, dass das Geld eine Anzahlung an Eddies alten Chef für einen Mord war, als dieser noch ein Kind war. Ein ehemaliger Häftling sagt außerdem, dass mindestens die Hälfte des Geldes der Familie Sutton gehören solle.
Am Ende der Serie findet die Verlobungsfeier von Cassie und Charles statt. Des Weiteren entscheidet sich Charles, der Armee nicht beizutreten. Stattdessen akzeptiert er das Angebot seines Vaters, ein gutes College zu besuchen.

## Besetzung

### Hauptbesetzung
| Schauspieler         | Rollenname                  | Hauptrolle (Folge) | Nebenrolle (Folge) |
| -------------------- | --------------------------- | ------------------ | ------------------ |
| Russell Hornsby      | Edward „Eddie“ Sutton       | 1.01–4.10          |                    |
| Nicki Micheaux       | Jennifer „Jenn“ Sutton      | 1.01–4.10          |                    |
| Erica Hubbard        | Cassandra „Cassie“ Sutton   | 1.01–4.10          |                    |
| Rhyon Nicole Brown   | Elizabeth „Lizzie“ Sutton   | 1.01–4.10          |                    |
| Mishon Ratliff       | Taylor „Tay“ Sutton         | 1.01–4.10          |                    |
| Robert Adamson       | Charles Antoni              | 1.01–4.10          |                    |
| Michael Reilly Burke | Kevin Lund                  | 1.01–3.10          |                    |
| Alice Greczyn        | Sage Maria Lund             | 2.02–4.10          |                    |
| Chadwick Boseman     | Nathaniel „Nate“ Ray Taylor | 3.04–4.10          |                    |

### Nebenbesetzung
| Schauspieler           | Rollenname         | Nebenrolle (Staffel) | Gastrolle (Staffel) |
| ---------------------- | ------------------ | -------------------- | ------------------- |
| Michael Warren         | Spencer Sutton     | 1–2                  | 4                   |
| Gus Hoffman            | Johnny Nightingale | 1–3                  | 4                   |
| Tammy Townsend         | Dana               | 1, 4                 | 3                   |
| William Stanford Davis | Jake Wyatt         | 1–2, 4               |                     |
| Steven Flynn           | Mac                | 2–3                  |                     |
| Cory Hardrict          | Luc Bisgaier       | 2                    | 3                   |
| Drew Roy               | Travis Benjamin    |                      | 4                   |

## Ausstrahlung
Die erste Staffel, welche 13 Folgen umfasst, wurde vom 8. Januar bis zum 2. April 2007 auf ABC Family ausgestrahlt. Bereits am 4. September des gleichen Jahres startete die zweite Staffel der Serie. Diese war bis zum 6. November 2007 zu sehen. Die Ausstrahlung der 10 Folgen der dritten Staffel fand vom 16. September bis zum 11. November 2008 statt. Die vierte Staffel wurde vom 14. September bis 9. November 2009 gesendet.